# Анчирикова
Анчирикова — деревня в Братском районе Иркутской области России. Входит в состав Кобляковского сельского поселения.

## География
Деревня находится к западу от реки Вихорева, на расстоянии примерно 19 км к северо-западу от города Братск, административного центра района. Абсолютная высота — 315 м над уровнем моря.

## Население
| 2002 | 2010 | 2011 | 2012 |
| ---- | ---- | ---- | ---- |
| 14   | ↘10  | →10  | ↘8   |

### Половой состав
По данным Всероссийской переписи, в 2010 году численность населения деревни составляла 10 человек (7 мужчин и 3 женщины).

## Улицы
Уличная сеть деревни состоит из одной улицы (ул. Центральная).